# V3-panservogn
V3-panservognen var en hjemmelavet panserforstærket lastvogn, som modstandsfolk fra Frederiksværk byggede under besættelsen.

## Konstruktion
De byggede den på Stålvalseværket og Hillerød-Frederiksværk-Hundested Jernbane (HFHJ) ledet Poul Frode Wilspang i Frederiksværk. Pansringen bestod af gamle skibsplader, som arbejderne ellers læssede på godsvogne. De blev svejset på en Ford AA lastvogn, anskaffet til formålet.
Vognen var bevæbnet med et let maskingevær af Bren-typen, monteret på en stor ståltønde, der fungerede som "kanontårn". Den blev døbt V3 som en hilsen til de tyske V1- og V2-raketter, der var blevet afsendt mod de allierede.
Den stod uden for Frihedsmuseet i København, til museet brændte.

## Aktion mod Lorenzen-gruppen
Lastvognene var ikke færdige, da nyheden om den tyske værnemagts kapitulation 4. maj 1945 nåede arbejderne på Stålvalseværket. Så de besluttede sig for at mødes om aftenen samme dag og færdiggøre en. Dagen efter blev den taget i brug af modstandsfolkene, som skulle arrestere tyske stikkere og værnemagere.
Modstandsfolkene havde fået et tip om noget mistænkeligt på Nyvej ved sommerhusene ved Asserbo. På adressen fandt de et større lager af sortbørsvarer, især konservesdåser med skinke. 
Resterne af Lorenzen-gruppen var i nabosommerhuset, som de tilfældigvis havde valgt til deres gemmested. Her forsøgte en anden gruppe at arrestere de militærtrænede tidligere HIPO'er og SS-frivillige. Men Lorenzen-gruppen var bevæbnet med maskinpistoler, pistoler og ammunition og åbnede ild mod modstandsfolkene.
Gruppen, der skulle beslaglægge smuglervarerne, kom til hjælp med panservognen. De bestrøg huset med maskingeværet, og skydningen holdt op. Ud af 19  kvinder og mænd fra Lorenzen-gruppen var to døde af skud, en tredje var ramt i underlivet og havde slæbt sig ind i et skab, hvor han begik selvmord. De resterende blev arresteret og kørt til København.
Modstandsgruppen opdagede efter aktionen, at V3's pansring ikke var skudsikker, da adskillige skud var gået direkte igennem.
I 2005 lavede instruktøren Fritz Hartz en dokumentarfilm om panservognen og aktionen mod Lorenzen-gruppen, hvor flere af aktørerne medvirkede og fortalte om hændelserne.